# ریش آبی (فیلم ۲۰۱۷)
ریش آبی (به انگلیسی: Bluebeard) یک فیلم سینمایی در ژانر تریلر روانشناختی محصول سال ۲۰۱۷ کره جنوبی به کارگردانی لی سو یئون است.

## بازیگران
- چو جین وونگ در نقش بیون سونگ هون
- شین گو در نقش پدر یونگ سونگ گون
- کیم دائه میونگ در نقش جونگ سونگ گون
- سونگ یانگ چانگ
- لی چونگ آه در نقش می یون
- یون سی آه در نقش جو سو جونگ
- کیم جو ریونگ به عنوان می-سوک
- یون دا کیونگ به عنوان جی سوک
- کیم کیونگ دقیقه به عنوان مدیر بیمارستان
- لی کانگ جه به عنوان یونگ کیونگ سو
- مون جونگ هیون به عنوان بیون یونگ هون
- جونگ دو برنده به عنوان مرد تاتو
- جونگ آه-م
- ماری-جوئل افارتی به عنوان مادر یونگ کیونگ سو
- هان چول وو ذر نقش کارآگاه قضایی
- جو سوک هیون - کاپیتان تیم کارآگاه گانگنام
- پارک هی جونگ به عنوان DJ افتتاحیه
- کو کو یون جونگ به عنوان آب و هوا کاستر

## تولید
ریش آبی نخستین فیلم بلند سینمایی لی سو یئون در چهارده سال پس از فیلم سینمایی قبلی خود در سال ۲۰۰۳ است.
فیلمبرداری از ۲۰ ژوئیه ۲۰۱۵ آغاز شد و در ۷ اکتبر ۲۰۱۵ پایان یافت.